# Rob Coleman

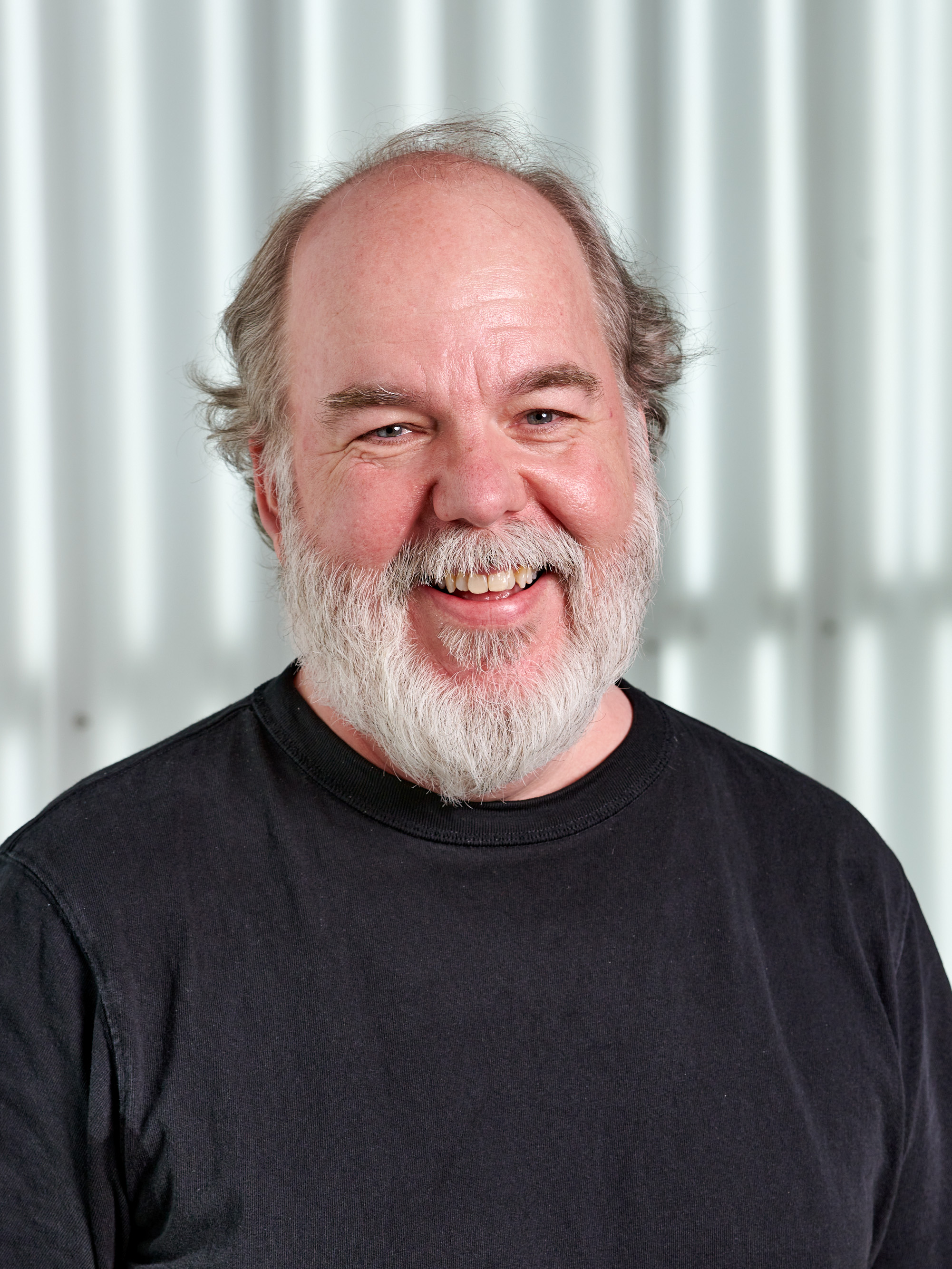
Rob Coleman, 2021

Rob Coleman (* 27. April 1964 in Toronto) ist ein kanadischer Animator, Spezialeffektkünstler und Regisseur.

## Leben
Coleman arbeitete Ende der 1980er Jahre als Animator für die Fernsehserie Captain Power and the Soldiers of the Future. Später war er lange Jahre Mitarbeiter bei George Lucas’ Industrial Light & Magic. Unter anderem animierte er Yoda in den Star-Wars-Prequels, wofür er 2000 und 2003 für den Oscar nominiert war. Zu seinen weiteren Filmarbeiten zählen unter anderem Die Maske, Star Trek: Treffen der Generationen und Men in Black.
Später wechselte er zu Lucasfilm, wo er 2008 als Regisseur an der Serie Star Wars: The Clone Wars mitwirkte.

## Filmografie (Auswahl)

### Spezialeffekte
- 1994: Maverick – Den Colt am Gürtel, ein As im Ärmel (Maverick)
- 1994: Die Maske (The Mask)
- 1994: Star Trek: Treffen der Generationen (Star Trek: Generations)
- 1994: Enthüllung (Disclosure)
- 1994: Die Mächte des Wahnsinns (In the Mouth of Madness)
- 1995: Der Indianer im Küchenschrank (The Indian in the Cupboard)
- 1996: Dragonheart
- 1997: Men in Black
- 1999: Star Wars: Episode I – Die dunkle Bedrohung (Star Wars: Episode I - The Phantom Menace)
- 2002: Signs – Zeichen (Signs)
- 2002: Star Wars: Episode II – Angriff der Klonkrieger (Star Wars: Episode II - Attack of the Clones)
- 2005: Star Wars: Episode III – Die Rache der Sith (Star Wars: Episode III - Revenge of the Sith)
- 2006: The Colbert Report

### Regisseur
- 2008: Star Wars: The Clone Wars

## Auszeichnungen
- 1998: BAFTA-Film-Award-Nominierung für Men in Black
- 1998: Saturn-Award-Nominierung für Men in Black
- 2000: BAFTA-Film-Award-Nominierung für Star Wars: Episode I - Die dunkle Bedrohung
- 2000: Oscar-Nominierung für Star Wars: Episode I - Die dunkle Bedrohung
- 2000: Saturn Award für Star Wars: Episode I - Die dunkle Bedrohung
- 2003: Oscar-Nominierung für Star Wars: Episode II - Angriff der Klonkrieger
- 2003: Saturn Award für Star Wars: Episode II - Angriff der Klonkrieger
- 2005: Satellite Award für Star Wars: Episode III - Die Rache der Sith
- 2006: Saturn-Award-Nominierung für Star Wars: Episode III - Die Rache der Sith